# Ганчірна лялька (DC Comics)
Ганчіркова лялька (англ. Rag Doll) — прізвисько кількох суперлиходіїв зі всесвіту коміксів DC Comics, один із супротивників Флеша, Бетмена і Стармена. Вперше з'явився у період Золотого століття коміксів, у випуску Flash Comics № 36 (грудень 1942), де у своїй злочинній діяльності протистояв Флешу Золотого століття. У серії коміксів про Стармена письменник Джеймс Робінсон відродив персонажа і дав йому більш темний вигляд і походження.
Син оригінальної Ганчіркові ляльки, Пітер Меркель-молодший, став останнім, хто використовував цей псевдонім, і був членом Секретної Шістки.